# Coptops japonica
Coptops japonica là một loài bọ cánh cứng trong họ Cerambycidae.